# Extension linéairement disjointe
En mathématiques, deux sous-extensions d'une extension de corps sont dites linéairement disjointes lorsqu'elles sont linéairement indépendantes en un certain sens. Cela permet de déduire des propriétés sur leur compositum ou leur produit tensoriel. 

## Définition
On fixe une extension de corps (commutatifs) {\displaystyle \Omega /K}. Deux sous-extensions  {\displaystyle E,F} sont dites linéairement disjointes sur {\displaystyle K} si toute base (vectorielle) {\displaystyle \{e_{i}\}_{i}} de {\displaystyle E} sur {\displaystyle K} est  libre par rapport à {\displaystyle F}, c'est-à-dire que si une somme finie {\displaystyle \scriptstyle \sum _{i}f_{i}e_{i}} dans {\displaystyle \Omega } est nulle avec les {\displaystyle f_{i}} dans {\displaystyle F}, alors ces derniers sont tous nuls. Contrairement à l'apparence immédiate, cette condition est symétrique par rapport à {\displaystyle E,F}.
La linéaire disjonction de {\displaystyle E} et {\displaystyle F} est caractérisée par les propriétés équivalentes suivantes :
- (i) Le morphisme canonique {\displaystyle E\otimes _{K}F\rightarrow \Omega } qui à {\displaystyle e\otimes f} associe {\displaystyle ef} pour tout {\displaystyle (e,f)\in E\times F} est injectif.
- (ii) Toute famille d'éléments de {\displaystyle E} (resp. {\displaystyle F}), libre sur {\displaystyle K}, reste libre sur {\displaystyle F} (resp. {\displaystyle E}).
- (iii) Il existe une {\displaystyle K}-base de {\displaystyle E} (resp. {\displaystyle F}) qui demeure libre sur {\displaystyle F} (resp. {\displaystyle E}).
- (iv) Si {\displaystyle (e_{i})_{i\in I}} et {\displaystyle (f_{j})_{j\in J}} sont des {\displaystyle K}-bases de {\displaystyle E} et {\displaystyle F} respectivement, alors la famille {\displaystyle (e_{i}f_{j})_{(i,j)\in I\times J}} est libre sur {\displaystyle K}.

La linéaire disjonction implique que {\displaystyle \scriptstyle E\cap F=K}, mais la réciproque est en général fausse.
Exemples
- Dans l'extension ℂ/ℚ, les sous-extensions ℝ et ℚ[i] sont linéairement disjointes sur ℚ.
- Les sous-extensions ℚ[ 21/3 ] et ℚ[ {\displaystyle j} 21/3 ], où {\displaystyle j=e^{2i\pi /3}}, ne sont pas linéairement disjointes sur ℚ. En effet, la base {\displaystyle \scriptstyle \left\{1,j2^{1/3},\left(j2^{1/3}\right)^{2}\right\}} de ℚ[ {\displaystyle j} 21/3 ] vérifie la relation linéaire {\displaystyle \scriptstyle \left(j2^{1/3}\right)^{2}+(j2^{1/3})+2^{1/3}.1=0} dans ℂ avec coefficients dans ℚ[ 21/3 ].
- Si un élément {\displaystyle t} de {\displaystyle \Omega } est transcendant sur {\displaystyle K}, alors {\displaystyle K(t)} est linéairement disjointe de toute sous-extension algébrique de {\displaystyle \Omega }.

## Caractérisation
On fixe des sous-extensions {\displaystyle E,F} comme ci-dessus. 
- {\displaystyle E,F} sont linéairement disjointes sur {\displaystyle K} si et seulement si l'application canonique {\displaystyle \scriptstyle E\otimes _{K}F\to \Omega } qui envoie {\displaystyle \scriptstyle e\otimes f} sur {\displaystyle ef} est injectif (son image est toujours égale au compositum {\displaystyle EF}).
- Si l'une des extensions est algébrique, la propriété d'être linéairement disjointe est équivalente à ce que le produit tensoriel d'algèbres {\displaystyle \scriptstyle E\otimes _{K}F} est un corps.
- Si {\displaystyle E/K} est une extension finie, la propriété est équivalente à {\displaystyle [EF:F]=[E:K]}.
- Si {\displaystyle E,F} sont des extensions finies, la propriété est équivalente à {\displaystyle [EF:K]=[E:K][F:K]}, ce qui est automatiquement vérifié dès que les degrés {\displaystyle [E:K]} et {\displaystyle [F:K]} sont premiers entre eux.
- Si {\displaystyle E} est  une extension galoisienne de {\displaystyle K} (et {\displaystyle F/K} quelconque), la propriété est équivalente à {\displaystyle \scriptstyle E\cap F=K}.

## Une application en géométrie algébrique
Soit {\displaystyle X} une variété algébrique intègre sur  {\displaystyle K}. Soit {\displaystyle \Omega } une clôture algébrique du corps des fonctions rationnelles {\displaystyle K(X)} de {\displaystyle X}, et soit {\displaystyle F} la fermeture algébrique de {\displaystyle K}  dans {\displaystyle \Omega }. C'est un corps algébriquement clos. Alors {\displaystyle X} est géométriquement intègre (i.e. la variété {\displaystyle X_{F}} obtenue par changement de base {\displaystyle \scriptstyle {\rm {Spec}}F\to {\rm {Spec}}K} est intègre) si et seulement si {\displaystyle K(X)} et {\displaystyle F} sont linéairement disjointes sur {\displaystyle K}. Si {\displaystyle K} est parfait, {\displaystyle F} est galoisienne (éventuellement infinie) sur {\displaystyle K}. La caractérisation plus haut s'applique encore, et {\displaystyle X} est géométriquement intègre si et seulement si {\displaystyle \scriptstyle F\cap K(X)=K} (autrement dit, {\displaystyle K} est algébriquement fermé dans {\displaystyle K(X)}).

## Référence
N. Bourbaki, Éléments de mathématique, Algèbre, Masson, 1981, chap. V